# Elizabeth Van Lew
Elizabeth Van Lew (15 octobre 1818 - 25 septembre 1900) était une philanthrope et abolitionniste qui a construit et dirigé un important réseau d'espionnage au profit de l'armée de l'Union pendant la guerre de Sécession. 

## Biographie

### Jeunesse
Elizabeth Van Lew est née le 15 octobre 1818 à Richmond en Virginie, de John  et Eliza Baker. Son grand-père, Hilary Baker, fut maire de Philadelphie de 1796 à 1798. Le père d'Elizabeth est arrivé à Richmond en 1806, âgé de 16 ans. En une vingtaine d'années, il a développé une entreprise prospère dans le secteur de la quincaillerie ; il possédait plusieurs esclaves.
Sa famille a envoyé Elizabeth Van Lew à Philadelphie dans une école quaker, ce qui a renforcé ses sentiments abolitionnistes. À la mort de son père en 1843, Elizabeth Van Lew et sa mère ont libéré tous les esclaves de la famille. De nombreux esclaves émancipés ont continué à travailler comme domestiques dans la famille, y compris la jeune future espionne de l'Union, Mary Bowser (en). Pendant la crise économique de la grande panique de 1837-1844, Elizabeth a dépensé tout son héritage en liquide 10 000 $ (soit près de 200 000 $ actuel) pour acheter et affranchir ses anciens esclaves ainsi que certains de leurs parents. Pendant les années suivantes, le frère d'Elizabeth visitait régulièrement le marché aux esclaves de Richmond, où, quand une famille était sur le point d'être séparée, il rachetait tous les membres de la famille et les ramenait chez lui tout en régularisant leur situation en les affranchissant[réf. nécessaire].     

### Guerre de Sécession
Dès le début de la guerre de Sécession, Elizabeth Van Lew a commencé à travailler pour le compte de l’armée de l'Union avec sa mère, soignant des soldats blessés. Lors de l'ouverture de la prison de Libby (en) à Richmond, Elizabeth Van Lew  a été autorisée à apporter des vivres, du linge, du papier à lettres et d'autres choses aux soldats de l'Union emprisonnés. Elle a aidé les prisonniers lors de leurs tentatives d'évasion, en leur fournissant des plans avec des refuges possibles et en leur indiquant un membre de l'équipe du personnel pénitentiaire qui était favorable à l'armée de l'Union. Les prisonniers récemment capturés ont fourni à Elizabeth Van Lew des informations relatives aux effectifs et aux mouvements des armées confédérées, qu'elle a pu transmettre au commandement de l'Union. Elle a même aidé à cacher des prisonniers de l’Union et des déserteurs confédérés dans son propre manoir. 
Pendant la guerre, E.Van Lew a également dirigé le réseau d'espionnage appelé « Richmond Underground » (« Richmond clandestin ») incluant des fonctionnaires du Ministère de la guerre et de la Marine de la Confédération. Un candidat à la mairie de Richmond aurait convaincu Varina Davis (en), la première dame des États confédérés d’Amérique d'employer Mary Bowser comme femme de ménage, ce qui lui aurait permis de se livrer à de l'espionnage à la Maison Blanche de la Confédération. Varina Davis a catégoriquement nié avoir jamais recruté Mary Bowser, bien qu'il soit peu probable qu'elle connaisse sa véritable identité et qu'elle ait admis l'avoir embauchée après coup. Bien que Mary Bowser ait caché son identité en utilisant plusieurs pseudonymes pendant et après la guerre, rendant ses apports particulièrement difficiles à documenter, des sources récentes confirment son implication dans le réseau d'espionnage de l'Union dirigé par Elizabeth Van Lew. Le réseau d'Elizabeht Van Lew était si performant qu'elle a adressé à plusieurs reprises au lieutenant général Ulysses S. Grant des fleurs fraîches cueillies dans son jardin et une copie du journal de Richmond. Elle a élaboré un système de cryptage et a transmis des messages de Richmond cachés dans des œufs creux à plusieurs reprises. Le commandement de l'armée de l'Union a attaché une grande importance aux travaux d'Elizabeth Van Lew. George H. Sharpe, officier du renseignement de l'armée du Potomac, lui a attribué « la plus grande partie de nos renseignements de 1864-1865 »[réf. nécessaire]. En raison de la valeur de son travail, le général Grant l'a nommée Postmaster General de Richmond pour les huit années suivantes. 
En 1864, Elizabeth Van Lew mit en danger tout son réseau d'espionnage, pour que le cadavre du colonel de l'armée de l'Union Ulric Dahlgren, décédé en tentant de libérer des prisonniers de l'Union à Richmond, soit enterré de manière digne. Les reportages présentant son cadavre de manière irrespectueuse l'avaient scandalisée ainsi que l'opinion publique du Nord. En outre, durant le long siège de Petersburg, Elizabeth Van Lew a aidé des civils des deux côtés. 

## La vie d'après-guerre
Lorsque Richmond tomba aux mains de l'armée de l'Union en avril 1865, Elizabeth Van Lew fut la première personne à hisser le drapeau des États-Unis dans la ville.
Lors de la première visite du président Grant à Richmond après la guerre, il prit le thé avec Elizabeth Van Lew puis la nomma Receveur principal de la poste de Richmond. Le président Grant lui a exprimé publiquement sa reconnaissance : « Vous m'avez envoyé les renseignements les plus précieux reçus de Richmond pendant la guerre[réf. nécessaire]. » Elizabeth Van Lew a modernisé le système postal de la ville et a même embauché plusieurs Afro-Américains jusqu'à ce que le nouveau président Rutherford B. Hayes la remplace en 1877.
Après la Reconstruction, Elizabeth Van Lew fut de plus en plus rejetée à Richmond. « Personne ne marchera avec nous dans la rue », a-t-elle écrit, « personne ne nous accompagnera nulle part ; et cela ne fait qu'empirer à mesure que les années passent. » Elle aurait obtenu du ministère de la guerre des États-Unis de lui remettre tous les dossiers la concernant afin de pouvoir dissimuler l'étendue réelle de son espionnage à ses voisins[réf. nécessaire]. Après avoir dépensé une partie de sa fortune familiale pour financer ses activités de renseignement durant la guerre, elle a essayé en vain d'être dédommagée auprès du gouvernement fédéral. Après l'échec de ses démarches pour obtenir une pension gouvernementale, Elizabeth Van Lew s'est retournée vers la famille et les amis du colonel de l'armée de l'Union, Paul Joseph Revere, qu'elle avait aidé lors de son incarcération à la prison du comté d'Henrico en 1862. Ces Bostoniens ont rassemblé des fonds pour secourir la personne qui a secouru elle-même tant de soldats de l'Union pendant la guerre de Sécession.   
Cependant, à Richmond, Elizabeth Van Lew n'est pas reconnue par son voisinage, les enfants du quartier, comme la future romancière Ellen Glasgow, sont invités à la considérer comme une sorcière. 

### Mort et héritage

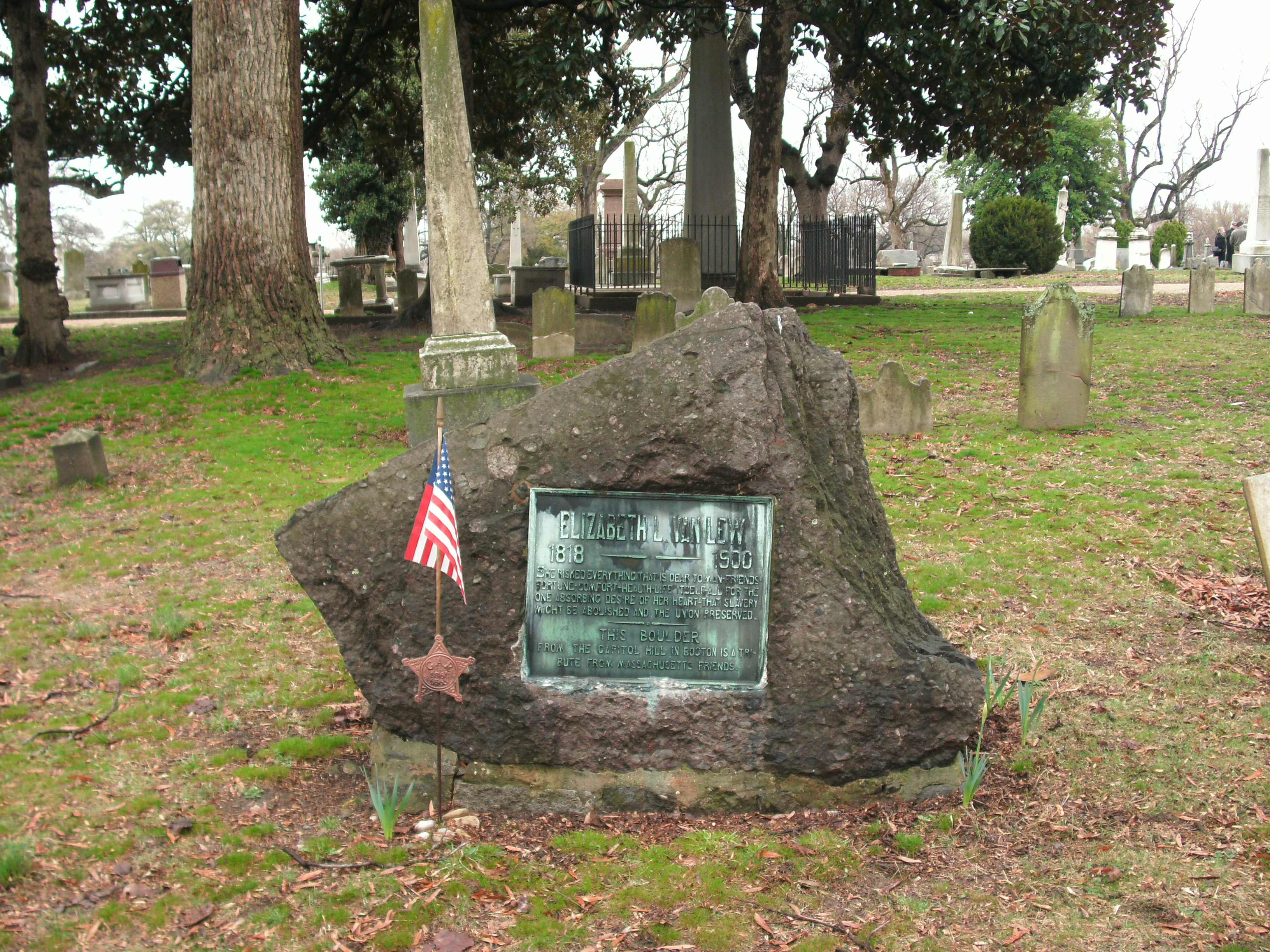
Tombe d'Elizabeth Van Lew.

Elizabeth Van Lew est morte le 25 septembre 1900 à l'âge de 81 ans et est inhumée au cimetière Shockoe Hill à Richmond. Elle a été enterrée verticalement, face au Nord, et les proches du colonel de l'Union Paul J. Revere, à qui elle avait apporté son aide pendant la guerre, auraient fait une donation pour son monument funéraire[réf. nécessaire]. Même au XXe siècle, de nombreux sudistes considéraient encore Elizabeth Van Lew comme une traîtresse. 
Dans son testament, Elizabeth Van Lew a légué ses manuscrits personnels à John P. Reynolds, neveu du colonel Revere. En 1911, celui-ci réussit à convaincre le chercheur W.G. Beymer de publier la première biographie d'Elizabeth Van Lew dans Harper's Monthly[réf. nécessaire]. Le biographe d'Elizabeth Van Lew a expliqué la réussite de ses activités d'espionnage par la folie qu'elle avait feinte, et cette ruse lui a valu le surnom de « Crazy Bet ». Mais il est peu probable qu'elle ait réellement prétendu être folle, à la place de cela, elle se serait probablement inspirée de la coutume victorienne de la charité féminine pour couvrir son activité de renseignement.
La ville de Richmond a acheté et rasé en 1911, le manoir d'Elizabeth Van Lew, son ancienne demeure, pendant une période de crise raciste croissante. L’école primaire Bellevue (qui subsiste encore) a été érigée sur le site l’année suivante. Des plaques commémoratives rappellent aujourd'hui ses activités et celles de Bowser (alias Mary Jane Richards). En outre, la fille de deux des employés d'Elizabeth Van Lew, Maggie Walker, est devenue une entrepreneuse chrétienne de premier plan à Richmond en fondant la première banque afro-américaine du pays. Elizabeth a été intronisée au Temple de la renommée du renseignement militaire en 1993.   

## Dans la culture populaire
Deux téléfilms s'inspirent de la vie d'Elizabeth Van Lew :
- 1987 : A Special Friendship
- 1990 : Traitor in My House